# Chthonius fuscimanus
Chthonius fuscimanus – gatunek zaleszczotka z rodziny Chthoniidae.

## Taksonomia
Takson ten opisany został po raz pierwszy w 1900 roku przez Eugène’a Simona jako podgatunek Chthonius tetrachelatus. Jako miejsce typowe wskazano Lavarone we Włoszech. W 1980 roku Giulio Gardini zsynonimizował z omawianym taksonem gatunek Chthonius austriacus opisany w 1931 roku z niemieckiego Helenental przez Maxa Beiera.

## Morfologia
Zaleszczotek ten ma szczękoczułki zwieńczone szczypcami o palcu ruchomym wyposażonym w izolowany ząbek subdystalny. Nogogłaszczki zaopatrzone są w szczypce pozbawione ujść gruczołów jadowych. Dłoń tychże szczypiec odznacza się wgłębieniem na stronie grzbietowej, wskutek czego w widoku bocznym jej część grzbietowa jest niezaokrąglona i w odsiebnej części leży prawie na tej samej wysokości co palec. Palec ruchomy jest u nasady zaopatrzony w wewnętrzną apodemę wzmacniającą. Palec ten zaopatrzony jest w mniej niż dziesięć ząbków; ich rządek dochodzi co najwyżej do połowy odległości między trichobotriami st i sb, a od strony dosiebnej przechodzi w słabiej lub silniej karbowaną listewkę przynasadową (łac. lamella basalis). Przynajmniej u samic ubarwienie szczypiec jest ciemniejsze niż pozostałych członów nogogłaszczków. Spośród bioder odnóży krocznych te drugiej i trzeciej pary wyposażone są w kolce biodrowe. Odnóża kroczne pierwszej i drugiej pary mają jednoczłonowe stopy, natomiast odnóża kroczne pary trzeciej i czwartej mają stopy dwuczłonowe.

## Występowanie
Gatunek zachodniopalearktyczny, znany z Niemiec, Austrii, Czech, Słowacji, Włoch, Turcji i Gruzji.